# Agenzia esecutiva per l'innovazione e le reti
L'Agenzia esecutiva per l’innovazione e le reti (INEA) è stata un'agenzia esecutiva dell'Unione europea subentrata all'Agenzia esecutiva per la rete transeuropea di trasporto (TEN-T EA), istituita dalla Commissione europea nel 2006 per provvedere all'attuazione tecnica e finanziaria e alla gestione del programma "Rete transeuropea di trasporto" (TEN-T). Dal 1º aprile 2021 è stata a sua volta sostituita dall'Agenzia esecutiva europea per il clima, l’infrastruttura e l’ambiente (CINEA).
L'agenzia è diventata operativa dal 1º gennaio 2014, con mandato di operare fino al 2024, svolgendo le funzioni attribuitele dalla Direzione generale per la mobilità e il trasporto (DGMOVE) della Commissione europea.
L'agenzia aveva sede a Bruxelles; suo direttore è stato Dirk Beckers. 

## Attività dell'agenzia
L'INEA gestiva i progetti infrastrutturali e di ricerca nei settori trasporti, energia e telecomunicazioni.
In particolare, si occupava delle seguenti iniziative dell’UE:
- Meccanismo per collegare l'Europa (Connecting Europe Facility - CEF), che interessa tre settori: trasporti, energia e telecomunicazioni digitali;
- due settori d'intervento del principale programma dell'UE per il finanziamento della ricerca, Orizzonte 2020:
  - trasporti intelligenti, verdi e integrati,
  - energia sicura, pulita ed efficiente.

Inoltre continuava a gestire i lasciti dei programmi "Rete transeuropea di trasporto" (TEN-T) e "Marco Polo" (2007-2013).
Per i due progetti principali l'agenzia gestiva un bilancio di circa 34,1 miliardi di euro (24,7 miliardi per il CEF e 6,7 miliardi per Orizzonte 2020).